# Kordofansparv
Kordofansparv (Passer cordofanicus) är en fågel i familjen sparvfinkar inom ordningen tättingar.

## Utbredning och systematik
Fågeln förekommer från östra Tchad till västcentrala Sudan. Den har tidigare ofta behandlats som underart till kenyasparv, som i sin tur behandlats som underart till akaciasparv.

## Status
Arten har ett stort utbredningsområde och beståndet anses vara stabilt. Internationella naturvårdsunionen IUCN listar den därför som livskraftig (LC).

## Namn
Kordofan är en region i Sudan.